# Parigi-Nizza 1997
La Parigi-Nizza 1997, cinquantacinquesima edizione della corsa, si svolse dal 9 al 16 marzo su un percorso di 1 135 km ripartiti in 7 tappe (l'ultima delle quali suddivisa in due semitappe) precedute da un cronoprologo. Fu vinta dal francese Laurent Jalabert per la terza volta consecutiva. Lo accompagnarono sul podio lo svizzero Laurent Dufaux e lo spagnolo Santiago Blanco Gil.

## Tappe
| Tappa  | Data     | Percorso                                       | km    | Vincitore di tappa | Leader cl. generale |
| ------ | -------- | ---------------------------------------------- | ----- | ------------------ | ------------------- |
| Prol.  | 9 marzo  | Neuilly-sur-Seine > Parigi (cron. individuale) | 7.1   | Laurent Jalabert   | Laurent Jalabert    |
| 1ª     | 10 marzo | Vendôme > Bourges                              | 162.5 | Tom Steels         | Laurent Jalabert    |
| 2ª     | 11 marzo | Bourges > Montluçon                            | 175   | Tom Steels         | Laurent Jalabert    |
| 3ª     | 12 marzo | Montluçon > Clermont-Ferrand                   | 165   | Pascal Chanteur    | Laurent Jalabert    |
| 4ª     | 13 marzo | Cournon-d'Auvergne > Venissieux                | 197.5 | Tom Steels         | Laurent Jalabert    |
| 5ª     | 14 marzo | Montélimar > Sisteron                          | 182   | Laurent Jalabert   | Laurent Jalabert    |
| 6ª     | 15 marzo | Saint-André-les-Alpes > Nizza                  | 157   | Adriano Baffi      | Laurent Jalabert    |
| 7ª-1ª  | 16 marzo | Nizza > Nizza                                  | 70    | Tom Steels         | Laurent Jalabert    |
| 7ª-2ª  | 16 marzo | Antibes > Nizza (cron. individuale)            | 19.5  | Vjačeslav Ekimov   | Laurent Jalabert    |
| Totale | Totale   | Totale                                         | 1 135 |                    |                     |

## Dettagli delle tappe

### Prologo
- 9 marzo: Neuilly-sur-Seine > Parigi (cron. individuale) – 7,1 km

| Pos. | Corridore          | Squadra  | Tempo |
| ---- | ------------------ | -------- | ----- |
| 1    | Laurent Jalabert   | O.N.C.E. | 9'19" |
| 2    | Andrei Tchmil      | Lotto    | a 4"  |
| 3    | Melchor Mauri Prat | O.N.C.E. | a 7"  |

| Pos. | Corridore          | Squadra  | Tempo |
| ---- | ------------------ | -------- | ----- |
| 1    | Laurent Jalabert   | O.N.C.E. | 9'19" |
| 2    | Andrei Tchmil      | Lotto    | a 4"  |
| 3    | Melchor Mauri Prat | O.N.C.E. | a 7"  |

### 1ª tappa
- 10 marzo: Vendôme > Bourges – 162,5 km

| Pos. | Corridore          | Squadra           | Tempo    |
| ---- | ------------------ | ----------------- | -------- |
| 1    | Tom Steels         | Mapei-GB          | 4h24'40" |
| 2    | Frédéric Moncassin | Gan               | s.t.     |
| 3    | Adriano Baffi      | US Postal Service | s.t.     |

| Pos. | Corridore          | Squadra  | Tempo    |
| ---- | ------------------ | -------- | -------- |
| 1    | Laurent Jalabert   | O.N.C.E. | 4h33'59" |
| 2    | Andrei Tchmil      | Lotto    | a 8"     |
| 3    | Melchor Mauri Prat | O.N.C.E. | a 9"     |

### 2ª tappa
- 11 marzo: Bourges > Montluçon – 175 km

| Pos. | Corridore           | Squadra     | Tempo    |
| ---- | ------------------- | ----------- | -------- |
| 1    | Tom Steels          | Mapei-GB    | 4h13'59" |
| 2    | Gian Matteo Fagnini | Saeco-Estro | s.t.     |
| 3    | Frédéric Moncassin  | Gan         | s.t.     |

| Pos. | Corridore        | Squadra  | Tempo    |
| ---- | ---------------- | -------- | -------- |
| 1    | Laurent Jalabert | O.N.C.E. | 8h47'02" |
| 2    | Tom Steels       | Mapei-GB | a 3"     |
| 3    | Andrei Tchmil    | Lotto    | a 7"     |

### 3ª tappa
- 12 marzo: Montluçon > Clermont-Ferrand – 165 km

| Pos. | Corridore        | Squadra       | Tempo    |
| ---- | ---------------- | ------------- | -------- |
| 1    | Pascal Chanteur  | Casino        | 3h59'43" |
| 2    | Laurent Dufaux   | Festina-Lotus | s.t.     |
| 3    | Laurent Jalabert | O.N.C.E.      | s.t.     |

| Pos. | Corridore        | Squadra  | Tempo     |
| ---- | ---------------- | -------- | --------- |
| 1    | Laurent Jalabert | O.N.C.E. | 12h46'36" |
| 2    | Pascal Chanteur  | Casino   | a 16"     |
| 3    | Tom Steels       | Mapei-GB | a 26"     |

### 4ª tappa
- 13 marzo: Cournon d'Auvergne > Venissieux – 197,5 km

| Pos. | Corridore        | Squadra     | Tempo    |
| ---- | ---------------- | ----------- | -------- |
| 1    | Tom Steels       | Mapei-GB    | 5h20'48" |
| 2    | Mario Cipollini  | Saeco-Estro | s.t.     |
| 3    | Laurent Jalabert | O.N.C.E.    | s.t.     |

| Pos. | Corridore        | Squadra  | Tempo     |
| ---- | ---------------- | -------- | --------- |
| 1    | Laurent Jalabert | O.N.C.E. | 18h07'14" |
| 2    | Pascal Chanteur  | Casino   | a 24"     |
| 3    | Tom Steels       | Mapei-GB | a 26"     |

### 5ª tappa
- 14 marzo: Montélimar > Sisteron – 182 km

| Pos. | Corridore           | Squadra       | Tempo    |
| ---- | ------------------- | ------------- | -------- |
| 1    | Laurent Jalabert    | O.N.C.E.      | 4h34'12" |
| 2    | Laurent Dufaux      | Festina-Lotus | s.t.     |
| 3    | Santiago Blanco Gil | Banesto       | a 1"     |

| Pos. | Corridore           | Squadra       | Tempo     |
| ---- | ------------------- | ------------- | --------- |
| 1    | Laurent Jalabert    | O.N.C.E.      | 22h41'10" |
| 2    | Laurent Dufaux      | Festina-Lotus | a 46"     |
| 3    | Santiago Blanco Gil | Banesto       | a 1'03"   |

### 6ª tappa
- 15 marzo: Saint-André-les-Alpes > Nizza – 157 km

| Pos. | Corridore           | Squadra           | Tempo    |
| ---- | ------------------- | ----------------- | -------- |
| 1    | Adriano Baffi       | US Postal Service | 3h35'48" |
| 2    | Johan Museeuw       | Mapei-GB          | s.t.     |
| 3    | Gian Matteo Fagnini | Saeco-Estro       | s.t.     |

| Pos. | Corridore           | Squadra       | Tempo     |
| ---- | ------------------- | ------------- | --------- |
| 1    | Laurent Jalabert    | O.N.C.E.      | 26h16'58" |
| 2    | Laurent Dufaux      | Festina-Lotus | a 46"     |
| 3    | Santiago Blanco Gil | Banesto       | a 1'03"   |

### 7ª tappa - 1ª semitappa
- 16 marzo: Nizza > Nizza – 70 km

| Pos. | Corridore          | Squadra  | Tempo    |
| ---- | ------------------ | -------- | -------- |
| 1    | Tom Steels         | Mapei-GB | 1h39'10" |
| 2    | Fabio Baldato      | MG Boys  | s.t.     |
| 3    | Frédéric Moncassin | Gan      | s.t.     |

| Pos. | Corridore           | Squadra       | Tempo     |
| ---- | ------------------- | ------------- | --------- |
| 1    | Laurent Jalabert    | O.N.C.E.      | 27h56'08" |
| 2    | Laurent Dufaux      | Festina-Lotus | a 46"     |
| 3    | Santiago Blanco Gil | Banesto       | a 1'03"   |

### 7ª tappa - 2ª semitappa
- 16 marzo: Antibes > Nizza (cron. individuale) – 19,5 km

| Pos. | Corridore        | Squadra           | Tempo  |
| ---- | ---------------- | ----------------- | ------ |
| 1    | Vjačeslav Ekimov | US Postal Service | 22'27" |
| 2    | Evgenij Berzin   | Batik             | a 30"  |
| 3    | Tom Steels       | Mapei-GB          | a 37"  |

| Pos. | Corridore           | Squadra       | Tempo     |
| ---- | ------------------- | ------------- | --------- |
| 1    | Laurent Jalabert    | O.N.C.E.      | 28h19'17" |
| 2    | Laurent Dufaux      | Festina-Lotus | a 1'00"   |
| 3    | Santiago Blanco Gil | Banesto       | a 1'25"   |

## Classifiche finali

### Classifica generale
| Pos. | Corridore                | Squadra                   | Tempo     |
| ---- | ------------------------ | ------------------------- | --------- |
| 1    | Laurent Jalabert         | O.N.C.E.                  | 28h19'17" |
| 2    | Laurent Dufaux           | Festina-Lotus             | a 1'00"   |
| 3    | Santiago Blanco Gil      | Banesto                   | a 1'25"   |
| 4    | Vjačeslav Ekimov         | US Postal Service         | a 1'45"   |
| 5    | Pascal Chanteur          | Casino-C'est votre équipe | a 2'06"   |
| 6    | Didier Rous              | Festina-Lotus             | a 2'32"   |
| 7    | Mikel Zarrabeitia Uranga | O.N.C.E.                  | a 2'39"   |
| 8    | Johan Museeuw            | Mapei-GB                  | a 2'43"   |
| 9    | Christophe Moreau        | Festina-Lotus             | a 2'51"   |
| 10   | Pascal Lino              | BigMat-Auber 93           | a 2'55"   |